# Drapeau de la Rhénanie-Palatinat
 (août 2024).
Si vous disposez d'ouvrages ou d'articles de référence ou si vous connaissez des sites web de qualité traitant du thème abordé ici, merci de compléter l'article en donnant les références utiles à sa vérifiabilité et en les liant à la section « Notes et références ».

Les armes de la Rhénanie-Palatinat

Le drapeau de la Rhénanie-Palatinat est composé du drapeau de l'Allemagne avec les armoiries de l'État dans le canton (quart haut à gauche). L'écu écartelé est composé des trois armes composées :
- en chef, à dextre, les armes de la principauté archiépiscopale de Trèves : d'argent à la croix de gueules
- en chef, à senestre, les armes de l'électorat de Mayence : de gueules à la roue de six rayons d'argent
- en pointe, les armes du Palatinat du Rhin : De sable au lion d'or couronné, armé et lampassé de gueules, chapé parti arqué d'argent

Le blason est surmonté d'une couronne composée de feuilles d'or de vignes, pour montrer l'importance des vins du Palatinat rhénan et vins de la Hesse-rhénane. Le rapport des dimensions du drapeau est de 2/3 alors que celui du drapeau national est de 3/5.